# Tan (Einheit)
Das Tan war ein Flächenmaß im japanischen Shakkanhō-Maßsystem, im russischen Armenien und im Gouvernement Taurien. In China war es ein Getreidemaß.
- Armenien 1 Tan/Tachta = ½ Biljuk/Kaitüm[2] = 54,625 Ar
  - 1 Tan/Tachta/Jarimtscha = ½ Dessjatine (russisch) = 54 ⅝ Ar
- Japan 1 Tan (gesprochen Ittan) = 300 Tsubo (300 Quadrat-Ken Reisfeld) = 9,92 Ar
  - 1 Chō (gesprochen Itt'chō) = 10 Tan = 100 Se = 3000 Quadrat-Ken

In China war es ein Getreidemaß,  als Gewicht (擔 dàn, W.-G.: Tan, vereinf.: 担) etwa die Menge, die ein Mann mittels Tragestange heben kann. Von ausländischen Händlern wurde es als Picul bezeichnet. Standardisiert im ausgehenden Kaiserreich als 100 catties (斤 jīn, W.-G: chin) zu je 16 Tael, definierte man die Einheit in Hongkong per Ordinance No. 22 of 1844 als 133 ⅓ engl. pound, mithin knapp 60 ½ Kilogramm.
- 1 Sei = 122,43 Liter